# Éradony

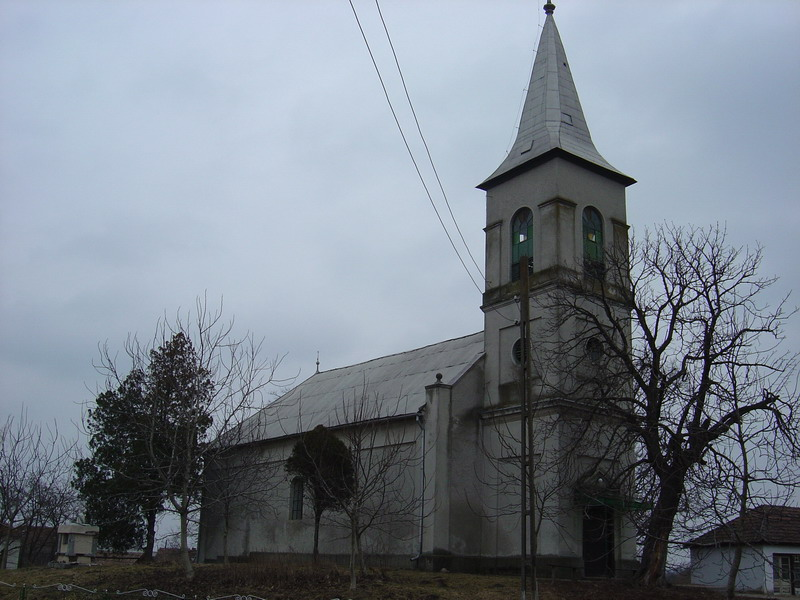
Éradony református temploma

Éradony (románul Adoni) falu Romániában, Bihar megyében.

## Fekvése
Közigazgatásilag a tőle 3 km-re fekvő Értarcsához tartozik. Érmihályfalvától 10 km-re délkeletre található.

## Története
Először 1237-ben említik terra Odum néven. Valószínű, hogy Odon Ivánka fiától kapta a nevét, aki a 13. században első birtokosa volt. Odon néven is előfordul. A tatárjárás előtt a Johannita keresztes lovagok birtoka volt, akik egy kis várat építettek az Ér eme szigetére. A falu szélén ma is látható a vár helye.
Névváltozatai villa Odun (1291–1294), sacerdos de villa Adon (1332), Oden (1335), Earadon (1408), Eradon (1587, 1599), Ear A Thon (1692), Ér-Adony (1828, 1851). A 19. században az Érmelléki- illetve az Érmihályfalvi járáshoz tartozott.
1262-ben a Gutkeled nemzetség birtoka volt.
A 13. század végén Kereki János comes volt a település birtokosa.
1337-ben Nagyveszelyi Ivánka fia Miklós, később pedig Korpady Kelemen pozsegai prépost, utána Éberhardt zágrábi püspök, de vele egy időben a Jankafalvy és a Vetésy család is birtokos volt itt.
A 15. század elejétől rajtuk kívül az Adonyi, Szepessy és az Upory családoknak is volt itt részbirtokuk.
1465-ben egy Hunyadi Mátyás korabeli oklevél Szatmár vármegyéhez tartozónak írta.
Az 1800-as évek elején a Szilágyi, gr. Haller, Fényes és Okolicsányi család birtoka volt. Az Okolicsányi családtól  Dobozy Miklós, majd tőle örökség útján került Szilassy Ottó birtokába, kinek itt szép úrilaka is volt, mely mára teljesen elpusztult.
A község határában hajdan vár is állt, egészen a 16. századig, mára azonban nyoma is alig látható.
Éradonyhoz tartoztak Asztaghely, Halom és Bélye puszták is.

## Lakossága
1886-ban 716 lakosa volt. 1910-ben 965 lakosra nőtt a település Az 1992-es 855, míg a 2002-es népszámlálás 784 lelket számolt.

## Nevezetességek
- Római katolikus temploma – 1786-ban épült.
- Görögkatolikus templom – 1790-ben készült el.
- Református temploma – A 18. század közepén épült.

## Híres személyiségek
- Fényes László (Éradony, 1871 – New York, 1944) újságíró
- Adonyi Nagy Mária (Éradony, 1951 – Berettyóújfalu, 2015) költő  Archiválva 2009. április 29-i dátummal a Wayback Machine-ben